# Phyllodactylus lepidopygus
Phyllodactylus lepidopygus es una especie de  saurópsido (reptiles) escamoso de la familia de los filodactílidos. Es una especie endémica de la costa central del Perú (departamentos de Ica, Lima y Áncash).